# Tommy Senger
Pour les articles homonymes, voir Senger.
Tommy Senger est un joueur français de volley-ball né le 1er juillet 1982 à Paris. Il mesure 2,04 m et joue central.

## Clubs
| Club               | De        | À         |
| ------------------ | --------- | --------- |
| Paris Volley       | 2002-2003 | 2003-2004 |
| Asnières Volley 92 | 2004-2005 | 2007-2008 |
| Arago de Sète      | 2008-2009 | 2010-2011 |
| Orange Volley      | 2011-2012 | 2011-2012 |
| Beauvais Oise UC   | 2012-2013 | 2012-2013 |
| GFCO Ajaccio       | 2013-2014 | ...       |

## Palmarès
- Coupe de France (1)
  - Vainqueur : 2004